# Фулгаторе-Торета (Трапани)
Фулгаторе-Торета је насеље у Италији у округу Трапани, региону Сицилија.
Према процени из 2011. у насељу је живело 1069 становника. Насеље се налази на надморској висини од 157 м.